# 哈詹
哈詹（Hajan），是印度查谟-克什米尔邦Baramula县的一个城镇。总人口9916（2001年）。

## 人口
该地2001年总人口9916人，其中男性5134人，女性4782人；0—6岁人口1340人，其中男672人，女668人；识字率31.59%，其中男性为41.70%，女性为20.72%。